# Montenegros administrativa indelning
Montenegros administrativa indelning består av 25 kommuner. Zeta blev den 25:e kommunen 2022.

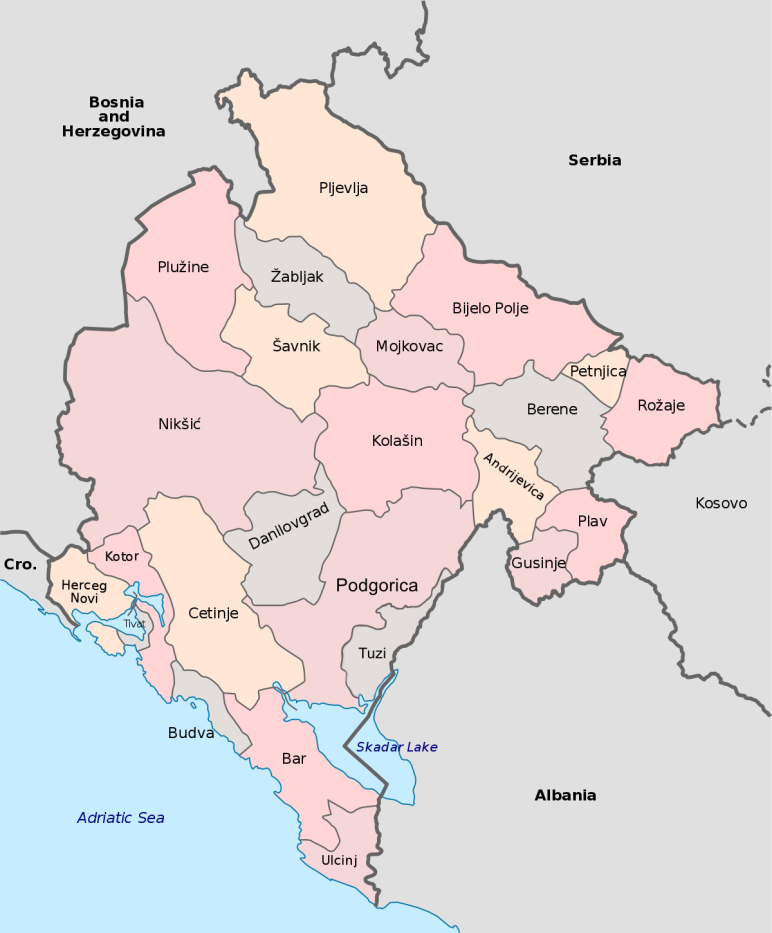
Kommuner i Montenegro

- Andrijevica
- Bar
- Berane
- Bijelo Polje
- Budva
- Cetinje
- Danilovgrad
- Gusinje
- Herceg Novi
- Kolašin
- Kotor
- Mojkovac
- Nikšić
- Petnjica
- Plav
- Plužine
- Pljevlja
- Podgorica
- Rožaje
- Šavnik
- Tivat
- Tuzi
- Ulcinj
- Žabljak
- Zeta